# Amphoe Ban Khwao
Amphoe Ban Khwao (Thai: อำเภอ บ้านเขว้า) ist ein Landkreis (Amphoe – Verwaltungs-Distrikt) in der Provinz Chaiyaphum. Die Provinz Chaiyaphum liegt in der Nordostregion von Thailand, dem so genannten Isan.

## Geographie
Benachbarte Distrikte (von Norden im Uhrzeigersinn): die Amphoe Nong Bua Daeng, Mueang Chaiyaphum, Noen Sa-nga, Chatturat und Nong Bua Rawe. Alle Amphoe liegen in der Provinz Chaiyaphum.

## Geschichte
Ban Khwao wurde am 1. Januar 1955 zunächst als „Zweigkreis“ (King Amphoe) eingerichtet, indem die beiden Tambon Ban Khwao und Talat Raeng vom Amphoe Mueang Chaiyaphum abgetrennt wurden.
Am 23. Juli 1957 bekam Ban Khwao den vollen Amphoe-Status.

## Wirtschaft
Die Gegend um Ban Khwao ist bekannt für die Produktion von Thai-Seide hoher Qualität.

## Verwaltung

### Provinzverwaltung
Der Landkreis Ban Khwao ist in sechs Tambon („Unterbezirke“ oder „Gemeinden“) eingeteilt, die sich weiter in 73 Muban („Dörfer“) unterteilen.
| Nr. | Name         | Thai    | Muban | Einw.  |
| --- | ------------ | ------- | ----- | ------ |
| 01. | Ban Khwao    | บ้านเขว้า | 04    | 14.970 |
| 02. | Talat Raeng  | ตลาดแร้ง | 18    | 11.410 |
| 03. | Lum Lamchi   | ลุ่มลำชี   | 22    | 09.807 |
| 04. | Chi Bon      | ชีบน     | 12    | 05.941 |
| 05. | Phu Laen Kha | ภูแลนคา  | 08    | 04.481 |
| 06. | Non Daeng    | โนนแดง  | 09    | 04.642 |

### Lokalverwaltung
Es gibt vier Kommunen mit „Kleinstadt“-Status (Thesaban Tambon) im Landkreis:
- Thung Thong (Thai: เทศบาลตำบลทุ่งทอง) besteht aus Teilen des Tambon Ban Khwao.
- Talat Raeng (Thai: เทศบาลตำบลตลาดแร้ง) besteht aus dem ganzen Tambon Talat Raeng.
- Lum Lamchi (Thai: เทศบาลตำบลลุ่มลำชี) besteht aus dem ganzen Tambon Lum Lamchi.
- Ban Khwao (Thai: เทศบาลตำบลบ้านเขว้า) besteht aus den übrigen Teilen des Tambon Ban Khwao.

Außerdem gibt es drei „Tambon-Verwaltungsorganisationen“ (องค์การบริหารส่วนตำบล – Tambon Administrative Organizations, TAO):
- Chi Bon (Thai: องค์การบริหารส่วนตำบลชีบน)
- Phu Laen Kha (Thai: องค์การบริหารส่วนตำบลภูแลนคา)
- Non Daeng (Thai: องค์การบริหารส่วนตำบลโนนแดง)